# Titanattus notabilis
Titanattus notabilis là một loài nhện trong họ Salticidae.
Loài này thuộc chi Titanattus. Titanattus notabilis được Cândido Firmino de Mello-Leitão miêu tả năm 1943.